# Last Night Blues
Last Night Blues — студійний альбом американського блюзового музиканта Лайтніна Гопкінса за участю Сонні Террі, випущений у 1961 році лейблом Bluesville.

## Опис
Записаний 26 жовтня 1960 року на студії Van Gelder Studio в Енглвуд-Кліффс (Нью-Джерсі).
У 1964 році альбом перевиданий Bluesville під назвою Got to Move Your Baby (BVLP 1081).

## Список композицій
1. «Rocky Mountain» (Лайтнін Гопкінс) — 4:57
2. «Got to Move Your Baby» (Лайтнін Гопкінс) — 4:01
3. «So Sorry to Leave You» (Лайтнін Гопкінс) — 4:21
4. «Take a Trip With Me» (Лайтнін Гопкінс) — 5:04
5. «Last Night Blues» (Лайтнін Гопкінс) — 5:16
6. «Lightnin's Stroke» (Лайтнін Гопкінс) — 4:55
7. «Hard to Love a Woman» (Лайтнін Гопкінс) — 4:00
8. «Conversation Blues» (Лайтнін Гопкінс, Сонні Террі) — 3:50

## Учасники запису
- Лайтнін Гопкінс — акустична гітара, вокал
- Сонні Террі — губна гармоніка, вокал (8)
- Леонард Гаскін — бас
- Белтон Еванс — ударні

Технічний персонал
- Кеннет С. Голдстайн — продюсер
- Руді Ван Гелдер — інженер звукозапису
- Дон Шліттен — дизайн обкладинки